# 非翻译区

mRNA结构，比例近似为人类mRNA

非翻译区（UTR，untranslated region）在分子遗传学中，是指任意一个位于mRNA链编码序列两端的片段。如果其位于5′端，则称为5′非翻译区（或“前导序列”）, 反之若位于3′端，则称为3′非翻译区（或“尾随序列”）。